# Мезола
Мѐзола (на италиански: Mesola, на местен диалект Mèsula, Мезула) е град и община в Северна Италия, провинция Ферара, регион Емилия-Романя. Разположен е на 1 m надморска височина. Населението на града е 7223 души (към 2010 г.).